# Ia Púch
Ia Púch là một xã thuộc tỉnh Gia Lai, Việt Nam.
Xã Ia Púch có diện tích 267,46 km², dân số năm 1999 là 1.229 người, mật độ dân số đạt 5 người/km².